# Tấn công khách sạn Bamako 2015
Ngày 20 tháng 11 năm 2015, một nhóm phiến quân nghi Hồi giáo vũ trang đã tấn công vào khách sạn Radisson Blu, ở thủ đô Bamako của Mali. Tại đây chúng đã bắt giữ 170 người làm con tin và giết hại 19 người trong số đó. Cảnh sát và lính đặc nhiệm Mali đã đột kích vào bên trong khách sạn và giải cứu các con tin còn sống sót. Nhóm Hồi giáo cực đoan Al-Mourabitoun đóng căn cứ tại miền bắc Mali có liên hệ với al-Qaeda đã lên tiếng nhận trách nhiệm thực hiện vụ tấn công này.

## Diễn biến
Bốn-năm tay súng xông vào một khách sạn ở thủ đô Bamako, Mali, bắt giữ 170 người làm con tin. Trong số này có 140 khách và 30 nhân viên khách sạn. Vụ việc xảy ra tại tầng 7 của khách sạn. Báo cáo sơ bộ cho thấy có khoảng 10 người Trung Quốc, 20 người Ấn Độ, 7 nhân viên hãng không Thổ Nhĩ Kỳ Turkish Airlines và nhiều công dân Pháp đang nằm trong số người bị cầm giữ. Mười hai nhân viên hãng Air France cũng bị mắc kẹt trong khách sạn, nhưng đã được thả an toàn. Có ba nhân viên Liên Hợp Quốc cũng nằm trong số người được thả, nhưng không rõ bao nhiêu người còn bị kẹt trong đó. Ngoài ra còn có nhiều đại biểu tham dự Hội nghị MINUSMA về tiến trình hoà bình ở Mali cũng đang có mặt tại khách sạn. 
Nguồn tin an ninh cho biết nhóm phiến quân vũ trang đã đến khách sạn trên một chiếc ô tô mang biển số ngoại giao. Tư lệnh quân đội Mali Modibo Nama Traore nói ít nhất 10 tay súng đã xông vào toà nhà và hô lớn "Allahu Akbar", sau đó đồng loạt xả súng về các nhân viên bảo vệ và bao vây những người có mặt tại hiện trường. Kassim Traoré, một nhà báo địa phương, cho biết các con tin được yêu cầu đọc lời tuyên xưng đức tin Shahada của đạo Hồi nhằm phân loại các tín đồ đạo Hồi và những người khác. Những người có thể đọc lời tuyên xưng này liền được thả. Ca sĩ nổi tiếng người Guinée, Sekouba Bambino là một trong số những người thoát ra an toàn trong số nhóm bị bắt giữ làm con tin.
Lúc 11:44, lực lượng đặc nhiệm của nước sở tại đã mở chiến dịch, tấn công vào trong khách sạn, giải cứu nhiều con tin. 11:50 cùng ngày, truyền thông nhà nước Mali cho biết ít nhất 80 con tin đã được thả và đưa đến nơi an toàn. Ít nhất ba con tin đã thiệt mạng trong các vụ đụng độ.
Tuy nhiên, lúc 13:36 (giờ GMT) tập đoàn Rezidor, đơn vị sở hữu khách sạn, xác nhận vẫn còn 136 người bị kẹt lại trong khách sạn, trong đó bao gồm 124 khách và 12 nhân viên.
Lúc 14:56, 50 sĩ quan đặc nhiệm từ Pháp đã có mặt tại khách sạn Radisson Blu, sẵn sàng hỗ trợ công tác giải cứu và tiêu diệt khủng bố.
Lúc 15:40, AFP dẫn lời nguồn tin nước ngoài cho biết có ít nhất 18 thi thể đã được tìm thấy bên trong khách sạn, nơi những con tin còn kẹt lại.

### Nạn nhân
| Quốc tịch  | Số người | Nguồn  |
| ---------- | -------- | ------ |
| Nga        | 6        | [ 17 ] |
| Trung Quốc | 3        | [ 17 ] |
| Bỉ         | 2        | [ 18 ] |
| Mali       | 2        | [ 18 ] |
| Israel     | 1        | [ 19 ] |
| Hoa Kỳ     | 1        | [ 20 ] |
| Chưa rõ    | 4        |        |
| Tổng cộng  | 19       | [ 21 ] |

Phủ tổng thống Mali ra thông báo xác nhận có 19 người trong số các con tim đã thiệt mạng, bao gồm hai người Mali, 6 người Nga, 3 người Trung Quốc, một người Israel, một người Bỉ và một người Mỹ.

## Phản ứng
Tổng thống Mali Ibrahim Boubacar Keita đang tham dự diễn đàn G5 Sahel tại N'Djamena, Chad khi vụ việc xảy ra. Ông phải huỷ bỏ chuyến công tác để bay về Bamako chỉ đạo công cuộc giải cứu. Chính phủ cũng ban bố tình trạng khẩn cấp trong 10 ngày để ổn định an ninh, trong đó có 3 ngày quốc tang.
Các binh sĩ thuộc Lực lượng Gìn giữ Hoà bình Liên Hợp Quốc đang có mặt ở hiện trường, hợp sức cùng lính Mali vây chặt các lối ra vào và khu vực xung quanh khách sạn. 25 lính đặc nhiệm thuộc Bộ Chỉ huy chiến dịch đặc biệt Bắc và Tây Phi thuộc Quân đội Mỹ cũng được điều động đến hỗ trợ lực lượng an ninh di tản dân chúng ở khu vực gần đó và đưa các con tin đến nơi an toàn.
Trong một thông cáo báo chí, Ngoại trưởng Pháp Laurent Fabius cho biết nước này sẽ làm hết "các bước cần thiết" để đánh trả nhóm tấn công. Một đội đặc nhiệm chuyên xử lý khủng hoảng đã được thiết lập ngay tại Đại sứ quán Pháp. 50 sĩ quan đặc nhiệm thuộc Lực lượng Hiến binh Đặc nhiệm Quốc gia Pháp (GIGN) đã đáp chuyến bay khẩn đến tới Bamako, nơi nhóm phiến quân đang bắt giữ con tin trong khách sạn. Hãng hàng không Air France hiện đã tạm dừng tất cả chuyến bay đi và đến Mali trong ngày.
Bộ Ngoại giao của nhiều nước, trong đó có Anh, Úc và Hoa Kỳ ra đăng tải thông cáo chính thức về tình hình và khuyên công dân có mặt ở Mali tìm nơi trú ẩn an toàn và làm theo chỉ dẫn của nhà chức trách. Liên Hợp Quốc và Trung Quốc ra thông cáo lên án vụ tấn công và cho biết đều ủng hộ nỗ lực của chính phủ Mali giải cứu con tin và đối phó với lực lượng khủng bố.
Tỉnh Ulyanovsk, Nga là quê hương của 5 trong số 6 công dân Nga thiệt mạng đã chọn ngày 23 tháng 11 năm 2015 làm ngày tưởng niệm trọng thể.

## Hung thủ
Nguồn tin từ hãng Reuters cho biết một nhóm Hồi giáo jihad có quan hệ với tổ chức khủng bố al-Qaeda, tên là Al-Mouratiboun, đã lên tiếng nhận trách nhiệm vụ tấn công này. Hiện chưa có xác nhận chính thức từ nhà chức trách.